# Chahab (artiste plasticien)
 (décembre 2016).
Pour les articles homonymes, voir Chahab.
Chahab Tayefeh Mohadjer, né le 20 octobre 1951 à Téhéran, est un plasticien franco-iranien. Son œuvre comprend la peinture, la gravure, la céramique, la sculpture et le design.
Installé à Nay dans les Pyrénées-Atlantiques depuis 1997, il a créé le centre d'art contemporain la Minoterie, ouvert en 2000.
Son œuvre éclectique peut être regardée comme une illustration de la courbure du temps évoquée par Jeff Koons  à la suite des apports de la théorie de la relativité générale. En effet, quoique d’un modernisme lumineux, elle porte en elle les traces proto-historiques des civilisations de Sumer, d’Elam et de Jiroft, trois provinces iraniennes et irakiennes dont les apports remontent à plus de 3.000 à 5000 ans avant Jésus-Christ.

## Biographie

### Origines familiales, du Caucase à l’Iran
Originaire du Caucase, la famille de Chahab s’est installée en Iran au milieu du XIXème siècle, à Téhéran, sans qu’il soit possible de relier cette émigration avec les guerres entre l’Empire russe, l’Empire ottoman et la Perse au terme desquelles Moscou s’est adjugé la maîtrise du Caucase du Nord.
Son père et ses oncles étaient de hauts responsables militaires du régime du Shah d’Iran. Son père et sa mère ont eu six enfants, une fille et cinq garçons. Chahab est le troisième fils. Alors qu’ils ont donné à ses frères des prénoms de rois conquérants ou évergètes, Dariush, Cyrus, Shah Rorh, Shahr Ryar, ses parents se sont orientés, pour sa sœur comme pour lui, vers des prénoms plus astraux. Azar, le prénom de sa sœur aînée, signifie « étincelle du soleil », et Chahab signifie « étoile filante ».

### Formation en Iran puis en France
Ayant obtenu un diplôme d’études scientifiques secondaires, Chahab souhaitait à l’origine enseigner dans le secteur des arts décoratifs en Iran, mais se trouve en 1973 sans solution immédiate dans ce domaine.
Son frère aîné, Dariush, a émigré à Florence pour intégrer, en tant que peintre, l’académie d’art et d’architecture après avoir étudié l’architecture intérieure en Iran. Chahab décide donc lui aussi, de se rendre en Europe pour y suivre un enseignement artistique. Mais, alors même qu’il ne parle pas le français, il s’oriente vers la France, qui jouissait d’une meilleure réputation sur ce plan, et où il arrive le 1er janvier 1974.
Après deux années passées à Besançon pour apprendre le français, il rejoint Nice en 1976 pour y suivre des études de sociologie. Il s'inscrit aux cours du soir de la Villa Arson pour s’initier aux arts décoratifs. Il y rencontre le galeriste Paul Hervieu qui s’intéresse très vite à ses premières productions et l’introduit auprès d’artistes reconnus, tels Serge Hélénon, James Coignard, Max Papart et Henri Goetz qui lui enseigne le procédé du carborundum pour la gravure.
Chahab passe deux années en Faculté de lettres en arts plastiques à Aix-en-Provence avant d’intégrer l’École des beaux-arts de Marseille où il reçoit un enseignement sur ce qu’on appelait alors les arts mineurs (lithographie, gravure, céramique, sérigraphie) par opposition aux arts majeurs (peinture et sculpture).

### Carrière d’enseignant et premières expositions
En 1982, il en obtient le diplôme (mention très bien) et y devient assistant, puis professeur décentralisé dans les quartiers nord. Il cumule cette activité avec l’assistance à des cours d’arts plastiques et de calligraphie à Aix-en-Provence, où il participe à la création du lieu d’art contemporain le 3Bisf, toujours actif aujourd’hui au sein de l’hôpital psychiatrique Montperrin. Il y donne des cours d’art-thérapie, et contribue, avec plusieurs associations, à la conception de décors pour une représentation théâtrale de Sindbad le marin donnée en 1982.
L’intérêt suscité par ses créations lui permet de trouver des lieux d’exposition pour ses premières œuvres. Dès 1980, il expose à la galerie aixoise Graffiti d’Yvon Darman, où il fait la connaissance d’Alain Soucasse, lequel l’introduit dans le marché suédois. C’est ainsi qu’il participera, pendant 17 ans, à la foire internationale d’arts de Stockholm (Konstmässan Sollentuna).

### Émigration définitive et expositions sur le territoire européen
La Révolution islamique qui survient en 1979 le conduit à renoncer à revenir en Iran pour préserver sa liberté d’expression et de circulation. Il demeure en France, où il sera naturalisé en 1986.
À peine naturalisé Français, il s’installe à Amsterdam, où il s’inscrit comme auditeur libre à l'Académie Gerrit Rietveld. Mais il poursuit sa recherche artistique, essentiellement comme graveur, céramiste et peintre, et ses œuvres sont régulièrement exposées tant en Hollande (galerie Signaal d’Amsterdam), qu’en France (galerie Paule Moscato à Aix-en-Provence), en Suède toujours et en Allemagne (galerie Thyssen à Münster). Il réalise aussi, en 1988, lors de l’exposition Saackel, une installation éphémère pour l’entrée du Musée d’ethnologie de Rotterdam, qui consiste en la création d’un anneau de chêne à partir d’une sculpture en résine de 7 m de hauteur suspendue et tournant comme un pendule.
Il est également invité, avec 40 autres artistes, à une vaste exposition sur les ports coorganisée par les villes de Hambourg et de Marseille dans le cadre d’échanges artistiques. Dans le hangar situé sous la douane de Hambourg, il réalise une vaste tente du désert de 18 m de long en toile de jute, en hommage aux expropriés qui vivaient alors sous la tente, à l’intérieur de laquelle est créée une œuvre nomade en sable et céramique.
Il se marie avec une néerlandaise avec laquelle il a un fils, Ilaan Jasper Nader, né en 1988.
Après son divorce, il quitte les Pays-Bas et revient en France, pour s’installer dans le Sud-Ouest, à Tarbes, où il peut disposer d’un grand atelier. Il réalisera dans l’Orangerie du jardin Massey, une installation de formes épurées qui oscillent entre mobiles et sculptures, s'inspirant des travaux d'Alexander Calder et dont l’originalité et l’intérêt poussent René Trusses, alors directeur de la Fédération des œuvres laïques, à lui demander d’être le peintre exposant du mai du Livre à Tarbes en 1994.
Il continue à exposer aux Pays-Bas, tant à Amsterdam qu’à La Haye, en Suède, tant à Stockholm qu’à Göteborg (galerie Aguetta Kallür) et en France (galerie Vivendi à Paris, galerie Voltaire à Grenoble).
Il revient à Marseille de 1995 à 1997, où, avec Claude Lasnel, il participe à des séances d’éveil artistique dans les écoles, insistant sur une optique antiraciste dans le cadre du programme Cefisem (scolarisation des enfants de migrants). Les élèves s’initient alors à la peinture murale et à la calligraphie.
Il se rend aussi à cinq reprises à La Réunion, à l’instigation d’un médecin niçois, André-Pierre Arnassan. Il fonde, dans la commune du Port, l’école de gravure inscrite dans l’École des beaux-arts de l’île.

### Arrivée à Nay et installation définitive
En 1997, il revient dans le Sud-Ouest mais s'installe cette fois à Nay dans les Pyrénées-Atlantiques.
Nay est le siège de l’entreprise de menuiserie métallique Cancé. La rencontre de Chahab avec l’industriel, Christian Cancé, le conduit à s’orienter vers le métal et les déchets industriels pour créer des sculptures très diversifiées, parfois monumentales, où il parvient à créer du mouvement à partir d’un matériau pourtant réputé statique. À cet égard, il est possible d’inscrire cette partie de son œuvre dans le courant impulsé autour du métal par Eduardo Chillida, Jorge Oteiza ou Richard Serra, ou dans la démarche de détournement des objets et des matériaux développée par Jean Tinguely ou par Christo et Jeanne-Claude.
Il va poursuivre, au cours des années 2010, cette orientation pour diversifier encore ses matériaux de prédilection et promouvoir une nouvelle vision de la sculpture animée. Ajoutant au métal des matériaux synthétiques, tels le polycarbonate, il va ainsi utiliser la lumière laser pour mettre sa sculpture en mouvement.
Il rencontre en 2005 Bernadette Bellehigue avec laquelle il a une fille, Nina Shirin, née en 2008  ,.

### La Minoterie
Il acquiert dès son installation une ancienne minoterie, située au bord du gave de Pau, dans une friche industrielle. Il rénove complètement cet établissement et le transforme en centre d'art contemporain, la Minoterie, à l'aide de l'association Nayart.
Le lieu devient une artothèque : plus de 500 œuvres (sculptures, gravures, peintures, céramiques...) sont disponibles à l'emprunt pour les particuliers, les établissements scolaires, les institutions ou les entreprises. L'objectif est de faire connaître et reconnaître les artistes en rendant leur art accessible à tous, pour un faible prix.
La Minoterie est également une salle d'exposition permanente des œuvres de Chahab, mais une salle est également dédiée à différentes expositions temporaires d'artistes locaux et internationaux.
La Minoterie reçoit régulièrement des artistes ainsi que des manifestations. Elle est devenue un lieu de croisement artistique entre diverses disciplines. Les visiteurs de la Minoterie ont ainsi eu la chance de voir des œuvres de François-Xavier Fagniez, de Serge Hélénon, de Pierre Fournel, et d’Henri Dechanet ,,.
Elle fonctionne en réseau avec la maison carrée de Nay, les médiathèques voisines, les lieux d'exposition d'art contemporain du département des Pyrénées-Atlantiques comme le Hangar à Bayonne avec lequel existe un partenariat.

## Expositions

### Individuelles, depuis 2010
- 2019 : Ventabren, Galerie In Art No Borders[7]
- 2017-2018-2019 : Dakar, Galerie Arte
- 2016 : Bédarieux, Espace d’Art Contemporain
- 2016 : Paris, Galerie Ménouar
- 2016 : Téhéran, Jana Galerie
- 2015 : Téhéran, Galerie Lili Golestan
- 2015 : Pau, Hôtel du département
- 2014 : Los Angeles, Tara Gallery
- 2011 : Paris, Maison des Pyrénées-Atlantiques
- 2011 : Paris, Galerie Menouar
- 2010-2016 : Valladolid, La Maleta Galeria de Arte[8].